# Richmond (Missouri)
Richmond è un comune degli Stati Uniti d'America, situato nello Stato del Missouri, nella contea di Ray, della quale è il capoluogo.